# Chrysopilus tanakai
Chrysopilus tanakai är en tvåvingeart som beskrevs av Akira Nagatomi 1978. Chrysopilus tanakai ingår i släktet Chrysopilus och familjen snäppflugor. Inga underarter finns listade i Catalogue of Life.